# Adams County (Idaho)
Adams County je okres amerického státu Idaho založený 3. března 1911. Sousedí s okresy Idaho na severu, Valley na východě, Gen na jihovýchodě, Washington na jihu, Baker (Oregon) na jihozápadě a s okresem Wallowa (Oregon) na severozápadě.
Správním sídlem je Council se 745 obyvateli (v roce 2005).
Rozloha: 3 548 km²
Obyvatelstvo: 3 591 (v roce 2005), 3 476 (v roce 2000)
Ženy: 49,2 % (v roce 2005)